# Zygmunt Srzednicki
Zygmunt Srzednicki, ps. „Mazowiecki” (ur. 1892 w Wysokiem Mazowieckiem, zm. 5 lipca 1916 pod Polską Górą) – podporucznik Legionów Polskich, działacz niepodległościowy, kawaler Orderu Virtuti Militari.

## Życiorys
Urodził się w 1892 w Wysokiem Mazowieckiem, w rodzinie Franciszka i Magdaleny. Był młodszym bratem Eugeniusza (ur. 1886). Ukończył Gimnazjum im. Jana Kreczmara w Warszawie. W 1913 wyjechał do Krakowa by studiować na Uniwersytecie Jagiellońskim. Był członkiem Polskich Drużyn Strzeleckich.
W sierpniu 1914 wstąpił do 6. kompanii III batalionu 3 pułku piechoty Legionów Polskich. 12 października tego roku został mianowany chorążym. Wziął udział w kampanii karpackiej. 24 marca 1915 chory, leczył się w Szpitalu Garnizonowym nr 16 w Budapeszcie. W tym samym roku został przeniesiony do 9. kompanii 6 pułku piechoty. 9 sierpnia 1915 awansował na podporucznika. 25 października 1915 został ranny pod Kamieniuchą. Po wyzdrowieniu wrócił do szeregów. Poległ 5 lipca 1916 w bitwie pod Kostiuchnówką, dowodząc 6. kompanią w ataku na Polską Górę. Początkowo sądzono, że dostał się do niewoli rosyjskiej.

## Ordery i odznaczenia
- Krzyż Srebrny Orderu Wojskowego Virtuti Militari nr 6365 – pośmiertnie 17 maja 1922[8][9]
- Krzyż Niepodległości – pośmiertnie 12 maja 1931 „za pracę w dziele odzyskania niepodległości”[10]
- Krzyż Pamiątkowy 6 pułku piechoty Legionów Polskich[11]
- niemiecki Krzyż Żelazny I klasy[12]